# Rydell Poepon
Rydell Poepon est un footballeur néerlandais né le 28 août 1987 à Amsterdam.

## Biographie
Lors du mercato d'été 2014, il quitte les Pays-Bas pour tenter sa première expérience à l'étranger. Il signe au Valenciennes FC qui vient d'être relégué en Ligue 2. Il marque ses deux premiers buts sous ses nouvelles couleurs lors de la cinquième journée sur la pelouse de l'AJ Auxerre permettant à son équipe de remporter sa première victoire de la saison. En mars 2015, il est impliqué dans un accident de la circulation, alors qu'il revenait du centre d'entrainement.

## Statistiques
| Saison                | Club                  | Championnat            | Championnat | Championnat | Coupe nationale | Coupe nationale | Coupe de la Ligue | Coupe de la Ligue | Total | Total |
| Saison                | Club                  | Division               | M.          | B.          | M.              | B.              | M.                | B.                | M.    | B.    |
| 2006-2007             | Willem II (prêt)      | Eredivisie             | 8           | 0           | 1               | 0               | -                 | -                 | 9     | 0     |
| 2007-2008             | Willem II (prêt)      | Eredivisie             | 32          | 10          | 1               | 0               | -                 | -                 | 33    | 10    |
| 2008-2009             | Sparta Rotterdam      | Eredivisie             | 31          | 9           | 3               | 0               | -                 | -                 | 34    | 9     |
| 2009-2010             | Sparta Rotterdam      | Eredivisie             | 33          | 10          | 7               | 2               | -                 | -                 | 40    | 12    |
| 2010-2011             | De Graafschap         | Eredivisie             | 32          | 12          | 1               | 0               | -                 | -                 | 33    | 12    |
| 2011-2012             | De Graafschap         | Eredivisie             | 33          | 7           | 3               | 1               | -                 | -                 | 36    | 8     |
| 2012-2013             | ADO La Haye           | Eredivisie             | 27          | 3           | 2               | 0               | -                 | -                 | 29    | 3     |
| 2013-2014             | NAC Breda (prêt)      | Eredivisie             | 29          | 9           | 1               | 0               | -                 | -                 | 30    | 9     |
| 2014-2015             | Valenciennes FC       | Ligue 2                | 35          | 7           | 4               | 2               | -                 | -                 | 39    | 9     |
| 2015-2016             | Qarabağ Ağdam         | Unibank Premyer Liqası | 15          | 1           | -               | -               | -                 | -                 | 15    | 1     |
| 2015-2016             | Roda JC               | Eredivisie             | 2           | 0           | -               | -               | -                 | -                 | 2     | 0     |
| Total sur la carrière | Total sur la carrière | Total sur la carrière  | 277         | 68          | 23              | 5               | -                 | -                 | 300   | 73    |

## Palmarès
- Championnat d'Azerbaidjan : 2016